# Kết quả chi tiết giải bóng đá nữ vô địch quốc gia 2018
Kết quả chi tiết giải bóng đá nữ vô địch quốc gia 2018 (Tên gọi chính thức là: Giải bóng đá nữ vô địch Quốc gia - Cúp Thái Sơn Bắc 2018) là kết quả chi tiết các trận đấu bóng đá lần thứ 21 của Giải bóng đá nữ vô địch quốc gia 2018, giải đấu diễn ra thường niên do VFF tổ chức. Toàn bộ mùa giải bắt đầu vào ngày 21 tháng 5 năm 2018 và kết thúc vào ngày 11 tháng 10 năm 2018. Công ty Tnhh Thương mại Thiết Bị Điện Thái Sơn Bắc là nhà tài trợ chính thức cho giải đấu bóng đá này.

## Bối cảnh giải đấu
Năm 2018 bóng đá nữ Việt Nam thực sự bước sang một rtang mới; vừa chứng kiến đội tuyển nữ thành công ở SEA Games 2017 và giành vé dự Vòng chung kết Asian Cup nữ 2018. Thành công đó là nền tảng để bóng đá nữ Việt Nam theo đuổi những mục tiêu lớn hơn trong tương lai.
Chiều ngày 26 tháng 4 tại Hà Nội, Liên đoàn Bóng đá Việt Nam (VFF) phối hợp với Công ty TNHH Thương mại Thiết bị điện Thái Sơn Bắc và Công ty Cổ phần Động Lực tổ chức Lễ công bố Nhà tài trợ và bốc thăm xếp lịch thi đấu Giải bóng đá nữ Vô địch Quốc gia - Cúp Thái Sơn Bắc 2018.
Trong điều kiện kinh tế xã hội còn nhiều khó khăn, việc Cty TNHH Thương mại Thiết bị điện Thái Sơn Bắc năm thứ 7 liên tiếp đồng hành cùng giải bóng đá nữ hàng đầu Quốc gia đã cho thấy sự thiện chí của nhà tài trợ với bóng đá nước nhà. Cũng từ mùa giải 2018, một tin vui đến với sân chơi bóng đá nữ Quốc gia đó là sự đồng hành của nhà tài trợ mới: Công ty Cổ phần Động Lực. Đây có thể coi là sự cổ vũ tinh thần đối với các đội tham dự giải nói riêng và bóng đá nữ Việt Nam nói chung. Sự hợp tác của hai Nhà tài trợ Cty TNHH Thương mại Thiết bị điện Thái Sơn Bắc và Công ty Cổ phần Động Lực chính là hoạt động góp phần xã hội hóa bóng đá nói chung, bóng đá nữ nói riêng, thúc đẩy sự phát triển của môn thể thao giàu sức cống hiến này.
Giải Bóng đá nữ Vô địch Quốc gia - Cúp Thái Sơn Bắc 2018, với sự đồng hành của hai nhà tài trợ Công ty TNHH Thương mại Thiết bị điện Thái Sơn Bắc và Công ty Cổ phần Động Lực, có tổng số 7 đội tham dự: Hà Nội, Phong Phú Hà Nam, Sơn La, Thành phố Hồ Chí Minh I, Thành phố Hồ Chí Minh II, Than Khoáng Sản Việt Nam và TNG Thái Nguyên. Mùa giải này thiếu vắng đội bóng Hà Nội II lần đầu tiên sau khi đội bóng này đều góp mặt đầy đủ các mùa bóng trước.
Với mục đích phục vụ khán giả cả nước theo dõi các trận đấu, VFF và VTV đã đạt được thỏa thuận về việc phát sóng trực tiếp. Theo đó, sẽ có 7 trận đấu tại lượt đi được truyền hình trực tiếp trên 2 kênh VTV6 & VTV6HD. Ngoài ra, tất cả các trận đấu tại lượt đi giải bóng đá nữ Vô địch Quốc gia - Cúp Thái Sơn Bắc 2018 cũng sẽ được phát trực tiếp trên kênh Youtube VFF Channel và trang fanpage www.facebook.com/vietnamesefootball.
Giải bóng đá nữ Vô địch Quốc gia năm nay tiếp tục đón nhận sự đồng hành của nhà tài trợ Công ty TNHH Thương mại Thiết bị điện Thái Sơn Bắc. Với mong muốn các thông tin và hình ảnh của giải đấu đến được gần hơn với khán giả, người hâm mộ; với đề tài, nội dung và phương thức mở, Liên đoàn bóng đá Việt Nam đã phát động cuộc thi "Đồng hành cùng Giải bóng đá nữ Vô địch Quốc gia – Cúp Thái Sơn Bắc 2018". Cuộc thi được kỳ vọng sẽ là dịp để các Nhà báo, phóng viên, người hâm mộ cùng thể hiện suy nghĩ, góc nhìn của mình cho sân chơi bóng đá nữ Việt Nam.

## Điều lệ giải đấu
Trong giải này, có 7 đội bóng tham dự mùa bóng này. Họ sẽ thi đấu theo thể thức sân nhà và sân khách tuy nhiên thi đấu tập trung. 4 Đội bóng dẫn đầu sẽ tham dự đấu loại trực tiếp. Tại vòng chung kết, 4 đội bóng sẽ thi đấu 3 trận để xác định nhà vô địch.

### Cách tính điểm, xếp hạng
- Đội thắng: 3 điểm
- Đội hoà: 1 điểm
- Đội thua: 0 điểm

Tính tổng số điểm của các Đội đạt được để xếp thứ hạng.
- Nếu có từ hai Đội trở lên bằng điểm nhau, thứ hạng các Đội sẽ được xác định như sau: trước hết sẽ tính kết quả của các trận đấu giữa các Đội đó với nhau theo thứ tự: 
  - Tổng số điểm.
  - Hiệu số của tổng số bàn thắng trừ tổng số bàn thua.
  - Tổng số bàn thắng.

Đội nào có chỉ số cao hơn sẽ xếp trên.
Nếu các chỉ số vẫn bằng nhau, Ban tổ chức sẽ tổ chức bốc thăm để xác định thứ hạng của các Đội (trong trường hợp chỉ có hai đội có các chỉ số trên bằng nhau và còn thi đấu trên sân thì sẽ tiếp tục thi đá luân lưu 11m để xác định đội xếp trên).

### Phương thức thi đấu
Bảy đội thi đấu vòng tròn hai lượt đi và về, mỗi lượt thi đấu tại một địa phương đăng cai để tính điểm, xếp hạng. Chọn 04 đội xếp từ thứ Nhất đến thứ Tư vào thi đấu các trận Bán kết và chung kết. Đội thắng trận Chung kết là đội Vô địch, đội thua trận Chung kết xếp thứ Nhì. Hai đội thua ở hai trận Bán kết xếp đồng hạng Ba.

## Kết quả chi tiết
Lượt đi (từ ngày 21 tháng 5 năm 2018 đến ngày 11 tháng 6 năm 2018) sẽ được chơi tại Sân vận động Hà Nam, Phủ Lý, Hà Nam. Còn Lượt về và các trận bán kết, chung kết sẽ được Ban tổ chức giải thông báo sau.

### Vòng 1
| Phong Phú Hà Nam | 0–1            | Hà Nội                |
| ---------------- | -------------- | --------------------- |
|                  | Chi tiết Video | Phạm Hải Yến (12) 77' |

| Thành phố Hồ Chí Minh II | 0–4            | Thành phố Hồ Chí Minh I                                                                              |
| ------------------------ | -------------- | --- |
|                          | Chi tiết Video | Lê Hoài Lương (5) 8' · Trần Thị Kim Hồng (7) 20' · Huỳnh Như (9) 37' · Trần Nguyễn Bảo Châu (18) 45' |

| Than Khoáng Sản Việt Nam                               | 2–1            | TNG Thái Nguyên                                        |
| ------------------------------------------------------ | -------------- | ------------------------------------------------------ |
| Nguyễn Thị Vạn (7) 18' · Nguyễn Thị Thúy Hằng (19) 40' | Chi tiết Video | Nguyễn Thị Thanh Nhã (7) 16' · Trịnh Thị Hoàn (12) 87' |

### Vòng 2
| Hà Nội                                                                     | 2–1            | Thành phố Hồ Chí Minh II                                                                                             |
| -------------------------------------------------------------------------- | -------------- | --- |
| Phạm Thị Hải Yến (12) 61' · Nguyễn Thị Huế (9) 87' · Hồ Thị Quỳnh (19) 50' | Chi tiết Video | Nguyễn Ngọc Thanh Như (20) 33' · Hồ Thị Anh Đào (42) 22' · Nguyễn Thị Thảo Lang (39) 59' · Lê Thị Hồng Tươi (32) 84' |

| Thành phố Hồ Chí Minh I | 0–0            | Phong Phú Hà Nam |
| ----------------------- | -------------- | ---------------- |
|                         | Chi tiết Video |                  |

| TNG Thái Nguyên                                                   | 3–0            | Sơn La                      |
| ----------------------------------------------------------------- | -------------- | --------------------------- |
| Nguyễn Hương Giang (29) 23', 73' · Nguyễn Thị Thanh Nhã (7) 45+2' | Chi tiết Video | Trần Thị Mỹ Thương (16) 80' |

### Vòng 3
| Phong Phú Hà Nam                                                                   | 5–0            | Thành phố Hồ Chí Minh II |
| ---------------------------------------------------------------------------------- | -------------- | ------------------------ |
| Nguyễn Thị Quỳnh (9) 19' · Vũ Thị Thúy (16) 30', 51' · Phạm Thị Tươi (22) 41', 65' | Chi tiết Video |                          |

| Thành phố Hồ Chí Minh I                                                    | 1–2            | Hà Nội                                        |
| -------------------------------------------------------------------------- | -------------- | --------------------------------------------- |
| Lê Hoài Lương (5) 90+3' · Lê Hoài Lương (5) 32' · Chương Thị Kiều (19) 62' | Chi tiết Video | Hồ Thị Quỳnh (19) 47' · Phạm Hải Yến (12) 83' |

| Sơn La | 0–6            | Than Khoáng Sản Việt Nam                                                                                            |
| ------ | -------------- | --- |
|        | Chi tiết Video | Nguyễn Thị Thúy Hằng (19) 19', 72', 89' · Phạm Thị Hằng (5) 25' · Nguyễn Thị Vạn (7) 28' · Phạm Hoàng Quỳnh (8) 71' |

### Vòng 4
| Than Khoáng Sản Việt Nam                                     | 1–1            | Hà Nội                 |
| ------------------------------------------------------------ | -------------- | ---------------------- |
| Nguyễn Thanh Huyền (3) 74' (ph.l.n) · Lê Thị Diễm My (2) 70' | Chi tiết Video | Nguyễn Thị Huế (9) 88' |

| TNG Thái Nguyên           | 0–2            | Phong Phú Hà Nam                                  |
| ------------------------- | -------------- | ------------------------------------------------- |
| Trịnh Thị Hoàn (12) 90+2' | Chi tiết Video | Lê Thu Thanh Hương (10) 51' · Bùi Thị Như (6) 75' |

| Sơn La | 0–5            | Thành phố Hồ Chí Minh I                                                   |
| ------ | -------------- | ------------------------------------------------------------------------- |
|        | Chi tiết Video | Trần Thị Thu Xuân (17) 16', 30', 51', 74' · Trần Thị Phương Thảo (41) 59' |

### Vòng 5
| Phong Phú Hà Nam | 0–1            | Than Khoáng Sản Việt Nam |
| ---------------- | -------------- | ------------------------ |
|                  | Chi tiết Video | Nguyễn Thị Hậu (13) 74'  |

| Hà Nội                                                                           | 5–0            | TNG Thái Nguyên |
| -------------------------------------------------------------------------------- | -------------- | --------------- |
| Phạm Hải Yến (12) 7', 60', 68' · Biện Thị Hằng (10) 29' · Thái Thị Thảo (10) 30' | Chi tiết Video |                 |

| Thành phố Hồ Chí Minh II | 0–0            | Sơn La                                          |
| ------------------------ | -------------- | ----------------------------------------------- |
|                          | Chi tiết Video | Lèo Thị Hương (12) 71' · Bạc Thị Phượng (5) 87' |

### Vòng 6
| Thành phố Hồ Chí Minh II | 0–0            | TNG Thái Nguyên              |
| ------------------------ | -------------- | ---------------------------- |
| Hồ Thị Kim Ngân (43) 85' | Chi tiết Video | Nguyễn Thị Thanh Nhã (7) 70' |

| Thành phố Hồ Chí Minh I                       | 1–1            | Than Khoáng Sản Việt Nam                                                                                                 |
| --------------------------------------------- | -------------- | --- |
| Lê Hoài Lương (5) 58' · Lê Hoài Lương (5) 43' | Chi tiết Video | Nguyễn Thị Vạn (7) 48' · Phạm Thị Hằng (5) 55' · Dương Thị Vân (9) 65' · Phạm Hoàng Quỳnh (8) 65' · Hà Thị Nhài (23) 88' |

| Hà Nội | 9–0            | Sơn La |
| --- | -------------- | ------ |
| Nguyễn Thị Muôn (7) 2' · Phạm Hải Yến (12) 5', 12', 27', 42', 87' · Bùi Thị Trang (17) 7' · Nguyễn Thị Huế (9) 48' · Bạch Thu Hiền (23) 75' | Chi tiết Video |        |

### Vòng 7
| Than Khoáng Sản Việt Nam                                                                  | 5–1      | Thành phố Hồ Chí Minh II                                                               |
| ----------------------------------------------------------------------------------------- | -------- | -------------------------------------------------------------------------------------- |
| Nguyễn Thị Vạn (7) 4', 11', 72' · Nguyễn Thị Thúy Hằng (19) 88' · Trần Thị Thu (21) 90+1' | Chi tiết | Nguyễn Thị Thanh Tâm (11) 79' · Hoàng Thị Ngọc Tâm (46) 46' · Hồ Thị Kim Ngân (43) 84' |

| TNG Thái Nguyên                                        | 0–3      | Thành phố Hồ Chí Minh I                                                                                |
| ------------------------------------------------------ | -------- | --- |
| Đặng Thị Linh (14) 72' · Nguyễn Hương Giang (19) 90+1' | Chi tiết | Trần Thị Thu Thảo (41) 27' · Huỳnh Như (9) 29' · Trần Thị Kim Hồng (7) 87' · Cù Thị Huỳnh Như (56) 63' |

| Sơn La                    | 0–5      | Phong Phú Hà Nam                                                  |
| ------------------------- | -------- | ----------------------------------------------------------------- |
| Hà Thị Ngọc Uyên (19) 45' | Chi tiết | Vũ Thị Thúy (16) 11', 81' · Lê Thu Thanh Hương (10) 15', 54', 63' |